# Kanaal 13 (televisieserie)
Kanaal 13 is een jeugdserie uit 1983 en 1984 over een gelijknamig radiostation. Het is de opvolger van De Grote Klok (hoofdrolspeler: Bert van der Linden), een serie over een drukkerij voor een krant waarin allerlei belevenissen met en door kinderen plaatsvonden.
Andere acteurs en actrices uit Kanaal 13 zijn:
- Pim Vosmaer - Pim
- Anna van der Staak - Doortje
- Frederik de Groot - de platenplugger van Single Sound
- Ronny Bierman - mevrouw Timmer, eigenares van de snackbar

Zowel Pim Vosmaer als Anna van der Staak speelden ook in de serie De Grote Klok. Gastrollen waren er voor onder anderen Frank Boeijen, Marina de Graaf en Spargo-zangeres Lilian Day Jackson.
Beide series werden uitgezonden door de NCRV en geregisseerd door Jelle van Doornik.